# Arachnocephalus steini
Arachnocephalus steini är en insektsart som beskrevs av Henri Saussure 1877. Arachnocephalus steini ingår i släktet Arachnocephalus och familjen Mogoplistidae. Inga underarter finns listade i Catalogue of Life.